# Junioren-Badmintonasienmeisterschaft 2014
Die Junioren-Badmintonasienmeisterschaft 2014 fand vom 16. bis zum 23. Februar 2014 in Taipeh statt.

## Medaillengewinner
| Disziplin    | Gold | Silber | Bronze |
| ------------ | --- | --- | --- |
| Herreneinzel | Shi Yuqi | Kanta Tsuneyama | Lee Cheuk Yiu |
| Herreneinzel | Shi Yuqi | Kanta Tsuneyama | Zhao Junpeng |
| Dameneinzel  | Akane Yamaguchi | Chen Yufei | Liang Xiaoyu |
| Dameneinzel  | Akane Yamaguchi | Chen Yufei | Busanan Ongbumrungpan |
| Herrendoppel | Huang Kaixiang Zheng Siwei | Kim Jae-hwan Kim Jung-ho | Kenya Mitsuhashi Yuta Watanabe |
| Herrendoppel | Huang Kaixiang Zheng Siwei | Kim Jae-hwan Kim Jung-ho | Hashiru Shimono Kanta Tsuneyama |
| Damendoppel  | Chen Qingchen Jia Yifan | Du Yue Li Yinhui | Rira Kawashima Saori Ozaki |
| Damendoppel  | Chen Qingchen Jia Yifan | Du Yue Li Yinhui | Jiang Binbin Tang Pingyang |
| Mixed        | Huang Kaixiang Chen Qingchen | Kim Jung-ho Kong Hee-yong | Muhammad Rian Ardianto Zakia Ulfa |
| Mixed        | Huang Kaixiang Chen Qingchen | Kim Jung-ho Kong Hee-yong | Kim Jae-hwan Kim Hye-jeon |
| Teams        | Volksrepublik China Lin Guipu Zhao Jian He Jiting Zhao Junpeng Huang Kaixiang Xu Linhan Zheng Siwei Shi Yuqi He Bingjiao Qin Jinjing Tang Pingyang Chen Qingchen Jia Yifan Li Yinhui Du Yue Chen Yufei | Südkorea Kim Hui-tae Kang Hyung-seok Kim Jae-hwan Choi Jong-woo Lee Jun-su Kim Jung-ho Park Kyung-hoon Seo Seung-jae Ki Bo-hyun Kim Ga-eun Kong Hee-yong Kim Hyang-im Kim Hye-jeong Bang Ji-sun Yoon Min-ah Seong Seung-yeon | Japan Hashiru Shimono Kanta Tsuneyama Katsuki Tamate Kazuki Kirita Kenya Mitsuhashi Masahide Nakata Minoru Koga Yuta Watanabe Akane Araki Akane Yamaguchi Arisa Higashino Aya Ohori Chiharu Shida Rira Kawashima Saori Ozaki Wakana Nagahara |
| Teams        | Volksrepublik China Lin Guipu Zhao Jian He Jiting Zhao Junpeng Huang Kaixiang Xu Linhan Zheng Siwei Shi Yuqi He Bingjiao Qin Jinjing Tang Pingyang Chen Qingchen Jia Yifan Li Yinhui Du Yue Chen Yufei | Südkorea Kim Hui-tae Kang Hyung-seok Kim Jae-hwan Choi Jong-woo Lee Jun-su Kim Jung-ho Park Kyung-hoon Seo Seung-jae Ki Bo-hyun Kim Ga-eun Kong Hee-yong Kim Hyang-im Kim Hye-jeong Bang Ji-sun Yoon Min-ah Seong Seung-yeon | Chinesisch Taipeh Lee Chia-han Lu Chia-hung Chang En-chia Po Li-wei Yang Ming-tse Liou Wei-chi Lai Yu-Hua Wu Yuan-cheng Lee Chia-hsin Chang Ching-hui Chang Hsin-tien Tsai Hsin-yu Sung Shuo-yun Chen Su-yu Liang Ting-yu Pan Tzu-chin       |

## Teams

### Gruppe A
| Platz | Team       | Pld | W | L | MF | MA | MD  | GF | GA | GD  | PF  | PA  | PD   | Pts | Qualifikation |  | INA | HKG | IND | UZB |
| ----- | ---------- | --- | - | - | -- | -- | --- | -- | -- | --- | --- | --- | ---- | --- | ------------- |  | --- | --- | --- | --- |
| 1     | Indonesien | 3   | 2 | 1 | 11 | 4  | +7  | 25 | 9  | +16 | 682 | 534 | +148 | 2   | Q             |  | —   | 4–1 | 2–3 | 5–0 |
| 2     | Hongkong   | 3   | 2 | 1 | 10 | 5  | +5  | 20 | 12 | +8  | 612 | 516 | +96  | 2   | Q             |  |     | —   | 4–1 | 5–0 |
| 3     | Indien     | 3   | 2 | 1 | 9  | 6  | +3  | 21 | 15 | +6  | 696 | 610 | +86  | 2   |               |  |     |     | —   | 5–0 |
| 4     | Usbekistan | 3   | 0 | 3 | 0  | 15 | −15 | 0  | 30 | −30 | 300 | 630 | −330 | 0   |               |  |     |     | —   |     |

### Gruppe B
| Platz | Team                  | Pld | W | L | MF | MA | MD  | GF | GA | GD  | PF  | PA  | PD   | Pts | Qualifikation |  | TPE | THA | SGP | MAC |
| ----- | --------------------- | --- | - | - | -- | -- | --- | -- | -- | --- | --- | --- | ---- | --- | ------------- |  | --- | --- | --- | --- |
| 1     | Chinesisch Taipeh (H) | 3   | 3 | 0 | 13 | 2  | +11 | 28 | 7  | +21 | 713 | 473 | +240 | 3   | Q             |  | —   | 4–1 | 4–1 | 5–0 |
| 2     | Thailand              | 3   | 2 | 1 | 10 | 5  | +5  | 21 | 12 | +9  | 614 | 494 | +120 | 2   | Q             |  |     | —   | 4–1 | 5–0 |
| 3     | Singapur              | 3   | 1 | 2 | 7  | 8  | −1  | 17 | 17 | 0   | 599 | 588 | +11  | 1   |               |  |     |     | —   | 5–0 |
| 4     | Macau                 | 3   | 0 | 3 | 0  | 15 | −15 | 0  | 30 | −30 | 260 | 631 | −371 | 0   |               |  |     |     | —   |     |

### Gruppe C
| Platz | Team        | Pld | W | L | MF | MA | MD  | GF | GA | GD  | PF  | PA  | PD   | Pts | Qualifikation |  | JPN | KOR | PHI |
| ----- | ----------- | --- | - | - | -- | -- | --- | -- | -- | --- | --- | --- | ---- | --- | ------------- |  | --- | --- | --- |
| 1     | Japan       | 2   | 2 | 0 | 9  | 1  | +8  | 19 | 5  | +14 | 490 | 342 | +148 | 2   | Q             |  | —   |     | 5–0 |
| 2     | Südkorea    | 2   | 1 | 1 | 6  | 4  | +2  | 15 | 9  | +6  | 456 | 406 | +50  | 1   | Q             |  | 1–4 | —   | 5–0 |
| 3     | Philippinen | 2   | 0 | 2 | 0  | 10 | −10 | 0  | 20 | −20 | 225 | 423 | −198 | 0   |               |  |     |     | —   |

### Gruppe D
| Platz | Team                | Pld | W | L | MF | MA | MD  | GF | GA | GD  | PF  | PA  | PD   | Pts | Qualifikation |  | CHN | MAS | SRI |
| ----- | ------------------- | --- | - | - | -- | -- | --- | -- | -- | --- | --- | --- | ---- | --- | ------------- |  | --- | --- | --- |
| 1     | Volksrepublik China | 2   | 2 | 0 | 10 | 0  | +10 | 20 | 0  | +20 | 421 | 189 | +232 | 2   | Q             |  | —   | 5–0 | 5–0 |
| 2     | Malaysia            | 2   | 1 | 1 | 5  | 5  | 0   | 10 | 10 | 0   | 331 | 319 | +12  | 1   | Q             |  |     | —   | 5–0 |
| 3     | Sri Lanka           | 2   | 0 | 2 | 0  | 10 | −10 | 0  | 20 | −20 | 176 | 420 | −244 | 0   |               |  |     |     | —   |

## Medaillenspiegel
| Rang | Land                | Gold | Silber | Bronze | Gesamt |
| ---- | ------------------- | ---- | ------ | ------ | ------ |
| 1    | Volksrepublik China | 5    | 2      | 2      | 9      |
| 2    | Japan               | 1    | 1      | 4      | 6      |
| 3    | Südkorea            | 0    | 3      | 1      | 4      |
| 4    | Hongkong            | 0    | 0      | 1      | 1      |
| 5    | Indonesien          | 0    | 0      | 1      | 1      |
| 6    | Singapur            | 0    | 0      | 1      | 1      |
| 7    | Thailand            | 0    | 0      | 1      | 1      |
| 8    | Chinesisch Taipeh   | 0    | 0      | 1      | 1      |